# جمعية علماء البنغال
جمعية علماء البنغال جمعية للعلماء تأسست عام 1913 في كلكتا. كان تشكيل لغرض نشر الإسلام، ومواجهة الدعاية المعادية للخطباء الآخرين ضد المسلمين، وإصلاح المجتمع الإسلامي في ضوء القرآن والسنة. وكان من الأعضاء المؤسسين لهذه المنظمة مولانا أبو الكلام آزاد ومولانا منير الزمان إسلام آبادي ومولانا محمد أكرم خان ومولانا محمد عبد الله باقي ومحمد شهيد الله.